# Santa Maria de Plandogau
Santa Maria de Plandogau és l'església parroquial del poble de Plandogau, situat a l'est del terme municipal d'Oliola (Noguera) inclosa en l'Inventari del Patrimoni Arquitectònic de Catalunya.

## Història
No es disposa de notícies històriques documentals del passat medieval de Plandogau ni de la seva església parroquial; tanmateix, se sap que en època moderna, al segle xvii, el lloc de Plandogau estava inclòs a la vegueria d'Agramunt i que pertanyia al comte de Santa Coloma.

## Arquitectura
Edifici romànic molt transformat per addicions i decoracions tardanes, però que conserva l'estructura original d'una sola nau, coberta amb volta de canó de perfil semicircular i capçada per un absis semicircular a llevant obert directament a la nau i ara tancat per un envà, en el punt d'obertura. Aquesta estructura bàsica fou ampliada i modificada posteriorment. En els murs nord i sud es van afegir unes capelles laterals a manera de creuer. Aquestes capelles són de planta rectangular i estan cobertes per voltes de creueria. A l'exterior tenen teulada a tres vessants i amb ràfecs disposats en tres nivells de teula i maó. L'aparell de totes dues naus és de carreus de mida gran ben escairats i polits. D'altra banda, el segle xix la nau es va allargar cap a ponent.
La nova façana té la portalada d'accés, que consisteix en una porta d'arc de mig punt de dovelles (amb la data '1861' inscrita a la clau), a sobre hi ha una fornícula amb una imatge de la Mare de Déu i, remata la façana un rosetó de quatre dovelles de quart de cercle. Al mur nord, a l'angle de ponent de la capella afegida, es va dreçar un campanar de torre de base quadrada, amb quatre ulls d'arc de mig punt i coronament piramidal. L'aparell de la prolongació de la nau i del campanar és de carreuons de pedra poc desbastada lligats amb abundant morter de calç (avui consolidats amb ciment).
L'aparell constructiu original, que només és visible en una part de la façana nord i en la façana de l'absis, és d'aparell de carreus rectangulars de pedra sorrenca, molt erosionats, disposats en filades uniformes i regulars, que posen en evidència les formes constructives de l'arquitectura del segle xii.
D'aquesta església prové una escultura d'una marededéu sedent amb el nen. L'any 1928 formava part de la col·lecció d'Oleguer Junyent i des de 1946 es guarda al Museu Marès de Barcelona, amb el número d'inventari 655. Fou inclosa en l'exposició «Treva de Déu i Catalunya» que va tenir lloc a Perpinyà l'any 1966. Feta amb plom sobre ànima de fusta presenta un bon estat de conservació, i datada en el primer quart del segle xiii. Cal datar aquesta imatge al primer quart del segle xiii.